# Raamsdonksveer

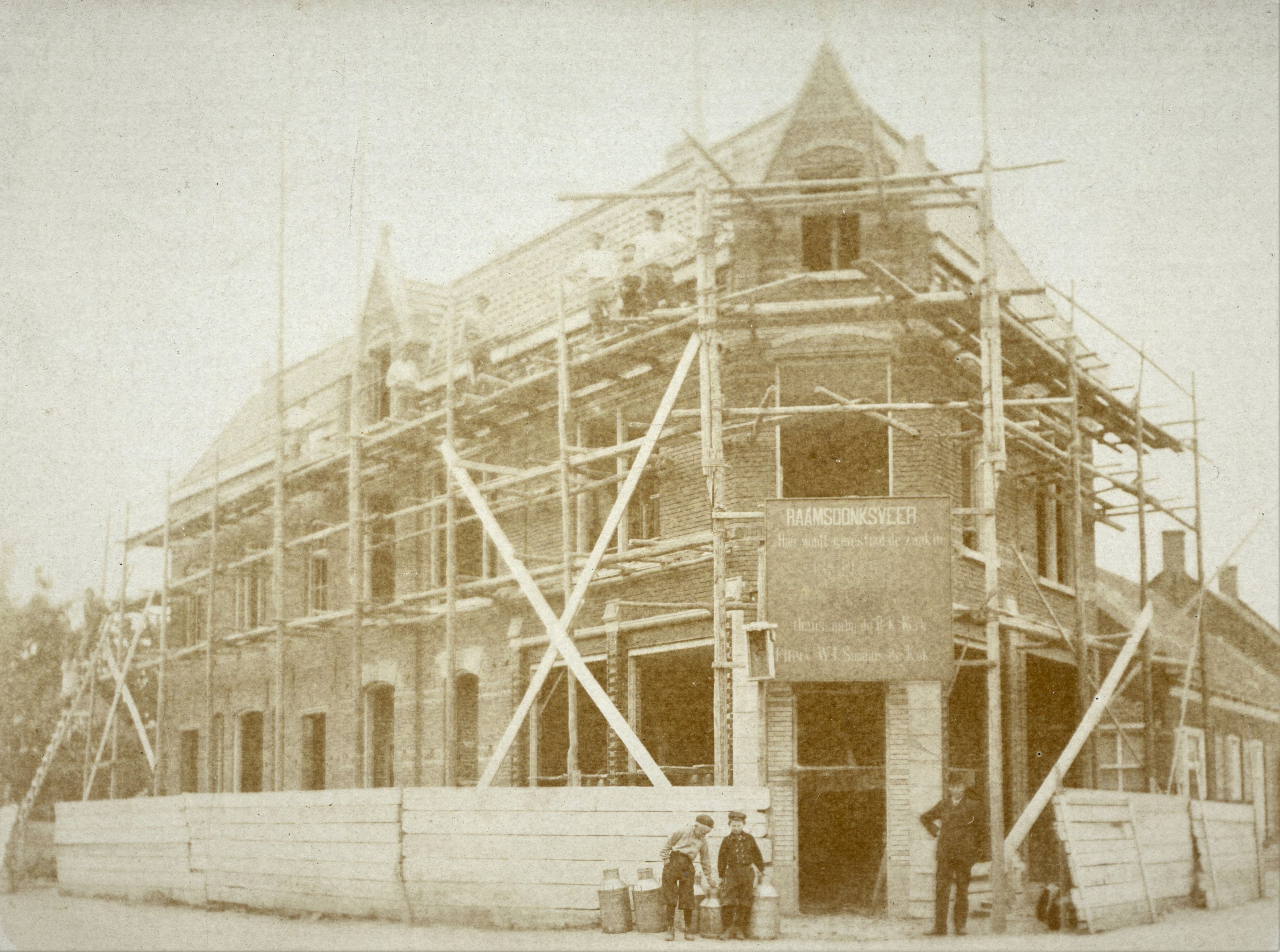
Raamsdonksveer Keizersdijk, 1907 bouw winkel Simonis de Kok, Glasplaatnegatieven van rond 1905-1910 oude afdruk

Raamsdonksveer (Brabants: Ut Fèr) is een plaats in de Nederlandse gemeente Geertruidenberg, provincie Noord-Brabant, aan de oostzijde van de Donge tegenover de stad Geertruidenberg. Het is een regionaal centrum van handel en industrie.

## Ligging en nabijgelegen kernen
Raamsdonksveer ligt tussen Oosterhout en Hank. Nabijgelegen kernen zijn Oosterhout, Geertruidenberg, Raamsdonk en Hank. De dichtstbijzijnde grote steden zijn Breda, Dordrecht en Tilburg.
Tot het jaar van sluiting, 1950, had Raamsdonksveer een klein station aan de spoorlijn Lage Zwaluwe - 's-Hertogenbosch.

## Geschiedenis
Er ontwikkelden zich in de gemeente Raamsdonk twee kernen: Raamsdonk-dorp en Raamsdonksveer. Raamsdonk-dorp ontwikkelde zich als een op de landbouw gericht dorp, terwijl Raamsdonksveer, gelegen op de oever van het Oude Maasje, later de Bergsche Maas, zich meer ontwikkelde als een plaats van vissers, schippers, dijk- en polderwerkers en griendwerkers.
Door de aanleg van de straatweg Parijs-Amsterdam onder Napoleon (1811-1812) kwam Raamsdonksveer tot nieuwe bloei. In 1840 woonden er echter reeds 1856 mensen. De gelovigen gingen in Geertruidenberg of Raamsdonk ter kerke. In 1843 splitste men zich af van Raamsdonk en stichtte een eigen parochie, gewijd aan Onze-Lieve-Vrouw Hemelvaart. Aanvankelijk moest men zich met een schuur aan het Smidseind tevreden stellen, en aangezien vanwege de nabijheid van de vesting Geertruidenberg en het nu nog bestaande Lunet aan de Donge, geen stenen huizen in het schootsveld gebouwd mochten worden, kon ook deze schuur niet van stenen muren worden voorzien. Daarom werd uiteindelijk een nieuwe kerk gebouwd. Deze kerk, een werk van Carl Weber, werd ingewijd in 1864 en nog vergroot in 1893.
De Tweede Wereldoorlog en de Watersnood van 1953 hebben veel schade aangericht. De toren van de parochiekerk werd op 31 oktober 1944 opgeblazen door de bezetter, waarbij ook de kerk volledig werd verwoest. Het Mariabeeld bleef gespaard en geplaatst in een noodkerk die van materialen van de oude kerk werd gebouwd. In 1957 kon een nieuwe kerk in gebruik worden genomen.
Ook werd er in 1878 een Hervormde gemeente gesticht. In 1880 kwam de kerk gereed.
In Raamsdonksveer vestigden zich zowel de Zusters van Schijndel als de Fraters van Tilburg. De zusters verzorgden onderwijs voor meisjes en leidden het Sint-Theresiaziekenhuis dat echter uiteindelijk naar Oosterhout werd verplaatst onder de naam Pasteurziekenhuis. Ook verzorgden zij de bejaarden. De fraters verzorgden het onderwijs voor jongens, maar vertrokken in 1956, wegens gebrek aan roepingen.
Mede dankzij de ontwikkeling van bedrijventerrein De Dombosch en de hiermee samenhangende werkgelegenheid kwam Raamsdonksveer weer tot grote bloei.

## Bezienswaardigheden

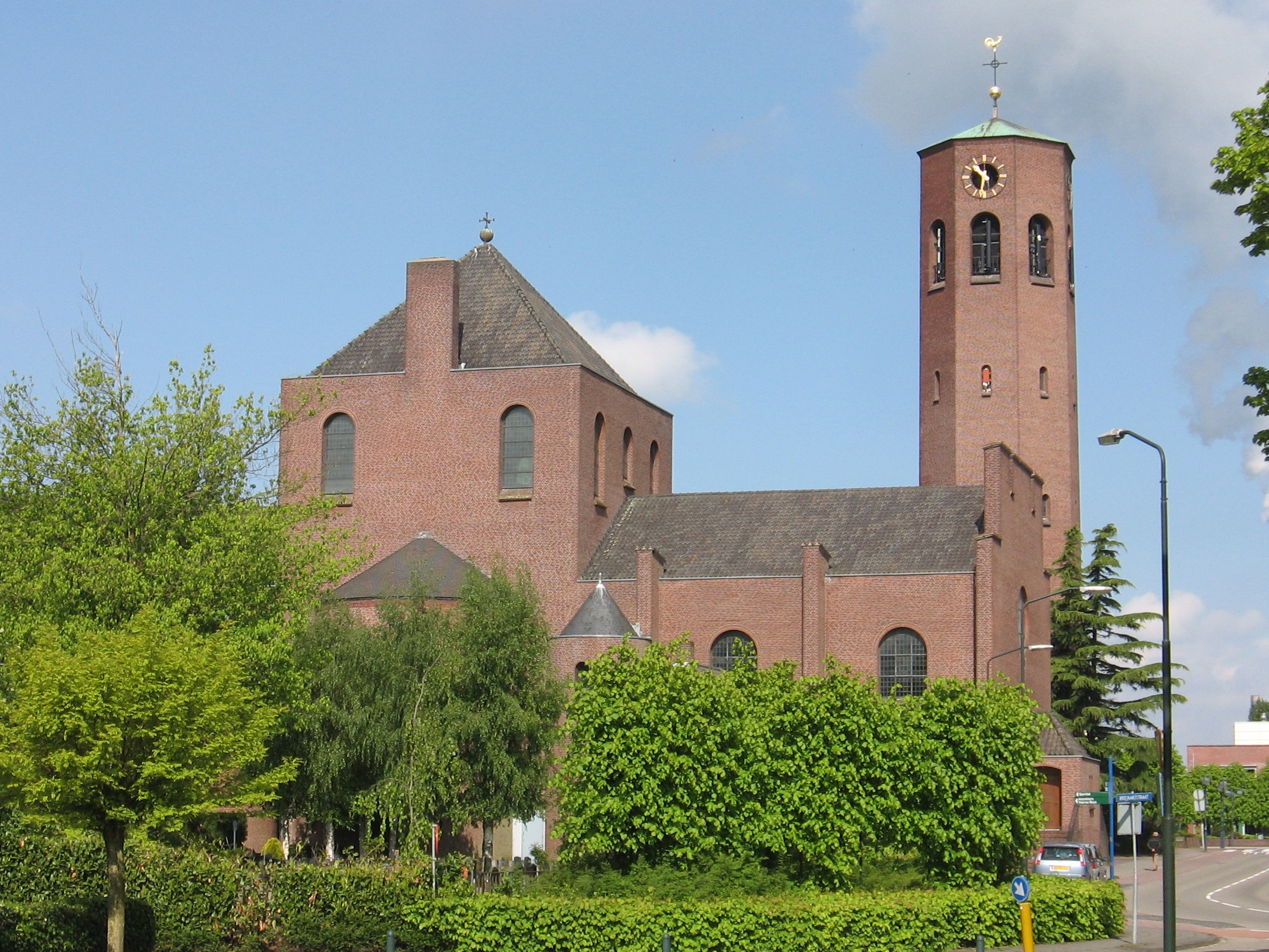
Onze-Lieve-Vrouw Hemelvaartkerk

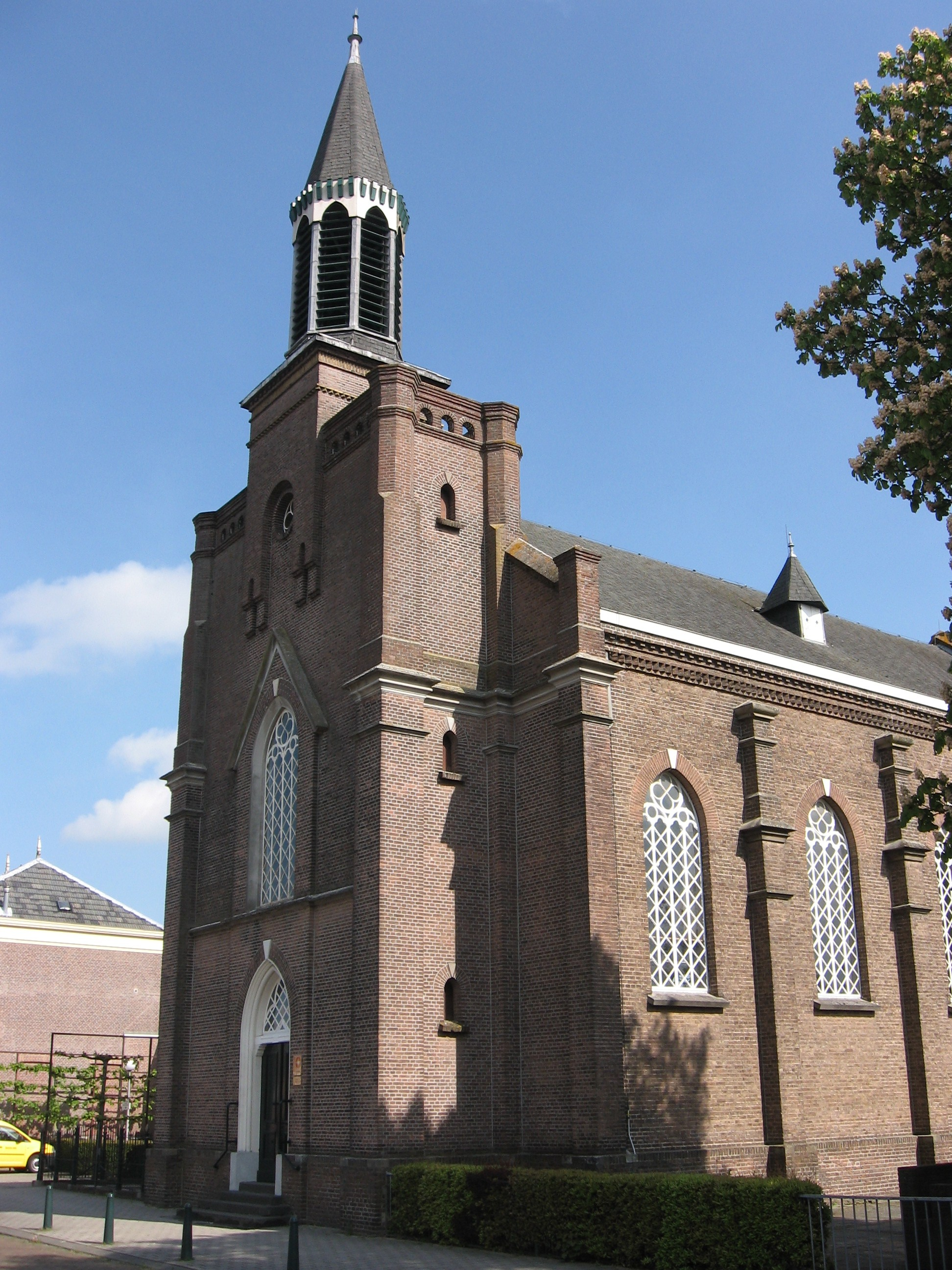
Hervormde kerk

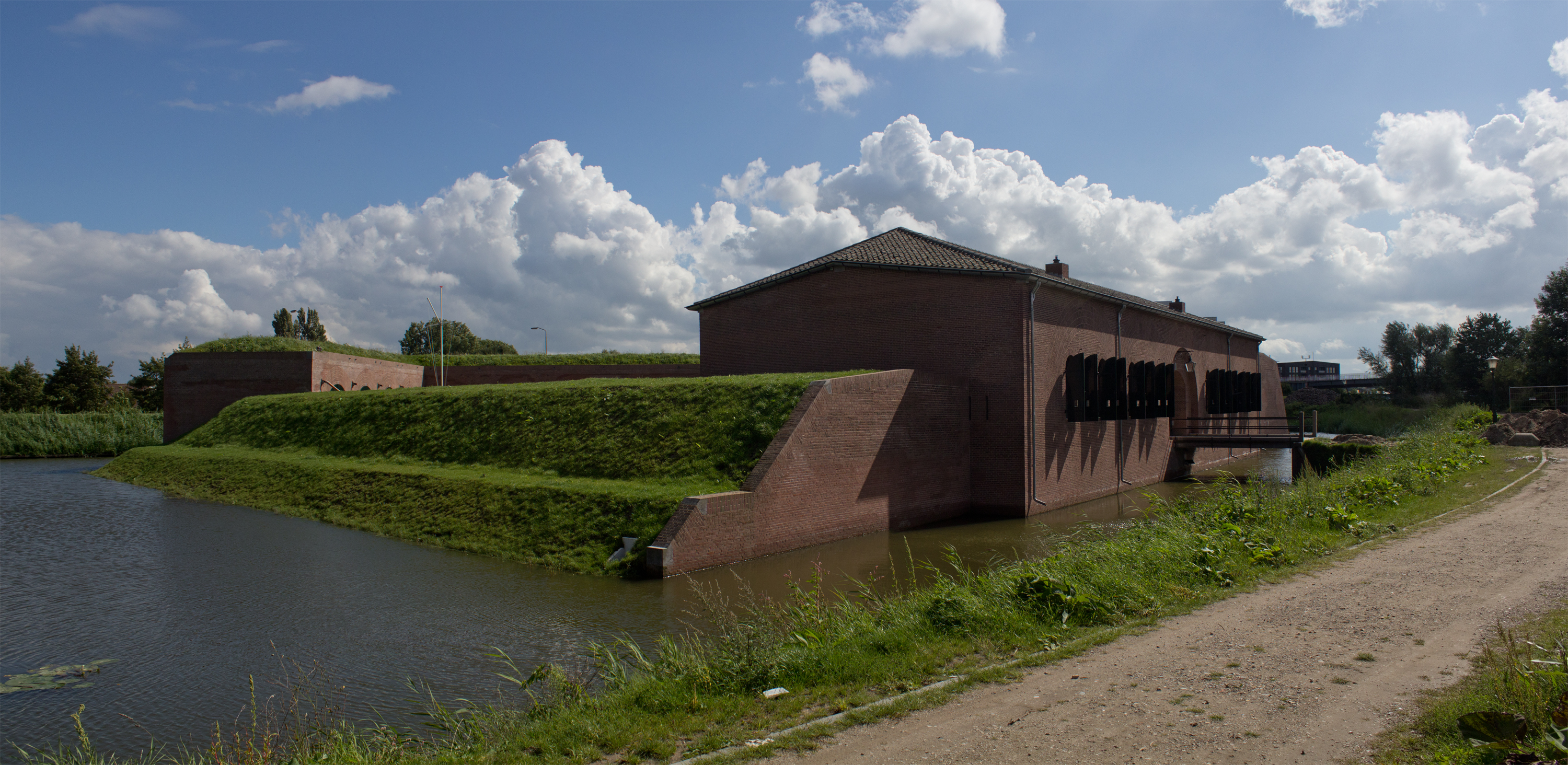
Lunet aan de Donge

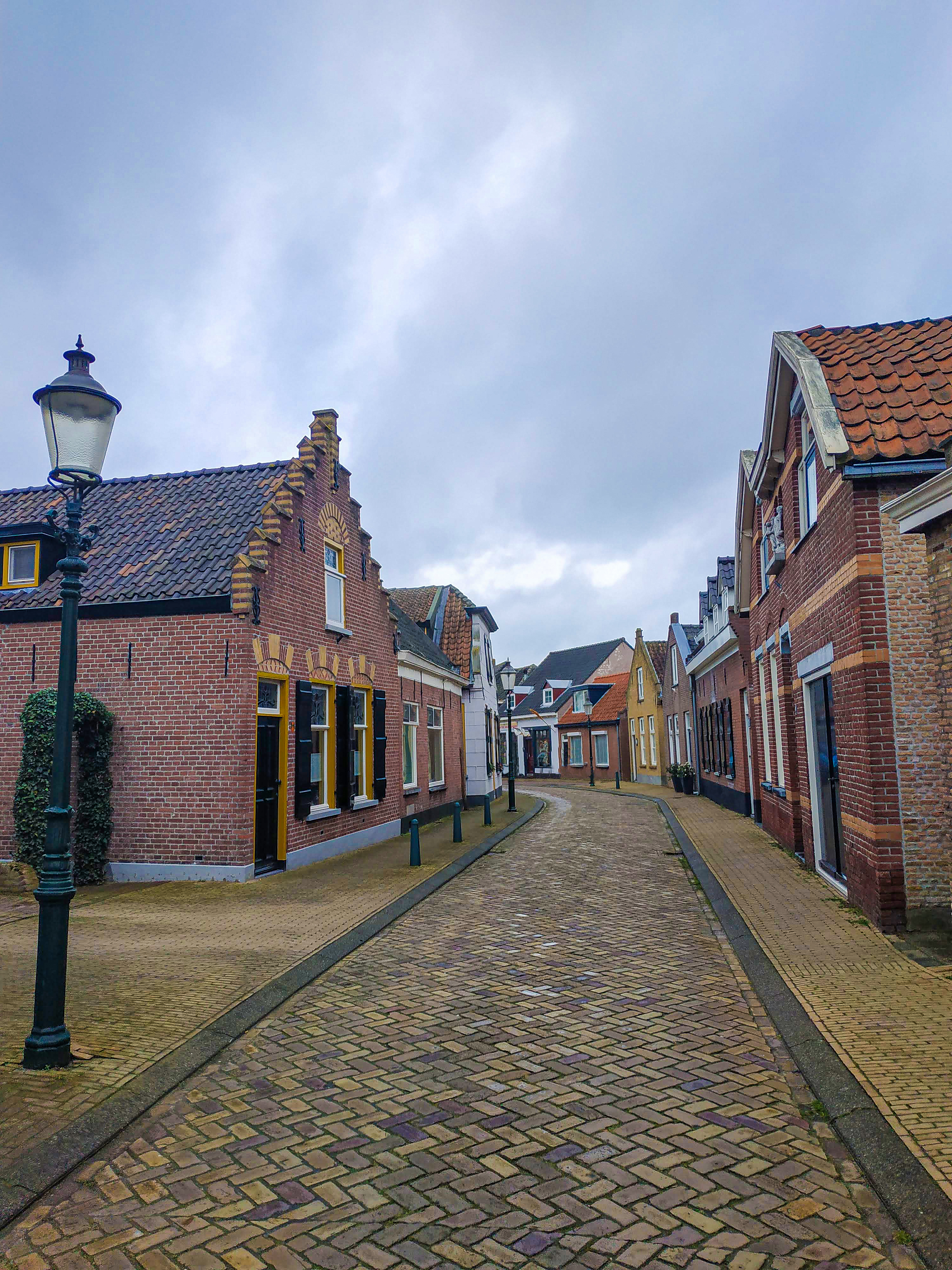
De Grote Kerkstraat in Raamsdonksveer, 2020.

- Watertoren uit 1925 door Hendrik Sangster.
- Koren- en schorsmolen De Onvermoeide uit 1890. De molen is na diverse restauraties weer in een goede conditie en wordt door de molenaars regelmatig in werking gezet om te draaien en te malen. Te bezoeken als de molen draait, meestal op zaterdagen.
- Het Lunet aan de Donge is een met steen bekleed lunet dat op de rechteroever van de Donge is gelegen en gebouwd is in 1833-1839. Het bevat kazematten, een bomvrije kazerne en een geweergalerij. Het werd tijdens de Belgische Revolutie gebouwd, als onderdeel van de vestingwerken van Geertruidenberg. Het lunet bestreek de straatweg Breda-Gorinchem en een sluis in de Donge.
- De Hervormde kerk aan de Emmastraat 13 stamt van 1880 en is gebouwd in eclectische stijl met neogotische elementen. Architect was C. Seters. Het kerkje heeft een toren. Het interieur werd hernieuwd in 1972 en het torentje in 1996.
- De Gereformeerde kerk aan de Maasdijk 14 stamt uit 1941 en is de opvolger van een in 1894 gebouwde kerk die in 1940 door oorlogsgeweld werd vernietigd. Merkwaardig is het feit dat, ondanks de bezetting, een Davidster in het ronde venster van de voorgevel is te zien. Architect was B.W. Plooij.
- De Onze-Lieve-Vrouw Hemelvaartkerk[3] aan de Grote Kerkstraat 1, uit 1957, door Kees de Bever. Het is een bakstenen kerkgebouw met halfvrijstaande achtkantige toren. De kerk bezit een Mariabeeld dat bij de verwoesting van de oorspronkelijke kerk ongeschonden uit het puin tevoorschijn kwam. Het is een grote kerk met een fraaie vormgeving, die tegenwoordig echter deels aan de eredienst is onttrokken.
- Het gemaal aan de Oosterhoutseweg 79, met machinistenwoning, uit 1901. Dit gemaal dient ter uitwatering van de Dongepolders.

Zie ook
- Lijst van rijksmonumenten in Raamsdonksveer
- Lijst van gemeentelijke monumenten in Raamsdonksveer

## Evenementen
- Carnaval, Raamsdonksveer heet met carnaval Faantelaand
- Cajun & Zydeco festival
- De Veerse Molendag wordt jaarlijks op de eerste zaterdag van september georganiseerd in en om molen De Onvermoeide.
- Veerse Dag op de zaterdag voor de 3e dinsdag in september met o.a. markt in het centrum
- 't Veerse IJsplein tijdens de kerstvakantie

## Natuur en landschap
Raamsdonksveer ligt ingesloten tussen de Bergsche Maas in het noorden en de Donge in het zuiden. Waar het Wilhelminakanaal in de Donge uitkomt verandert deze van naam, en stroomt als Noordergat in de Bergsche Maas. Het weinige buitengebied wordt doorsneden door twee snelwegen.

## Onderwijs
Er zijn diverse scholen in Raamsdonksveer zoals:
- R.K. Basisschool De Wilsdonck
- R.K. Basisschool De Ruif
- R.K. Basisschool De Vonder
- Openbare Basisschool De Radonkel
- Protestants Christelijke Basisschool De Schoof
- Dongemond college
- Scattando Music School, Centrum voor muziekonderwijs en Cultuur

## Verenigingen
- Tafeltennisvereniging TTV Smash
- Voetbalvereniging RFC
- Hockeyclub Den Dunc Hercules Combinatie
- Tennisvereniging LTV Raamsdonksveer
- Carnavals Organisatie Raamsdonksveer COR
- Handbalvereniging HMC
- Scouting Raamsdonksveer
- Koninklijke Harmonie de Eendracht
- Badmintonvereniging Mash
- Zangvereniging De Spotvogels
- Toneelgroep Het Tweedebedrijf

## Voorzieningen
Enkele voorzieningen in Raamsdonksveer zijn:
- Zwembad de Ganzewiel
- Bibliotheek Theek 5
- Zorgcentrum Het Hoge Veer
- Zorgcomplex De Kloosterhoeve
- Hooypolder Wijkvereniging Den Raamsdonksveer

## Verkeer en vervoer
Raamsdonksveer is bereikbaar via de A27 en de A59.

### Openbaar vervoer
Raamsdonksveer is per openbaar vervoer van Arriva bereikbaar per bus met:
- lijn 174: Made - Geertruidenberg - Raamsdonksveer - Raamsdonk - Waspik - Sprang-Capelle - Waalwijk - Drunen - Wijk en Aalburg (streekbus)
- lijn 229: Raamsdonksveer - Geertruidenberg - Hank - Dussen - Almkerk (buurtbus)
- lijn 370: Etten-Leur - Breda - Teteringen - Oosterhout - Raamsdonksveer - Geertruidenberg (Bravodirect)
- lijn 380: Oud Gastel - Oudenbosch - Hoeven - Etten-Leur - Breda - Oosterhout - Raamsdonksveer - Geertruidenberg (Bravodirect)
- lijn 500: Oosterhout - Raamsdonksveer - Hank - Nieuwendijk - Sleeuwijk - Vianen - Utrecht (Brabantliner)
- lijn 682: Andel - Nieuwendijk - Hank - Raamsdonksveer - Geertruidenberg - Made - Wagenberg (schoolbus)
- lijn 683: Andel - Nieuwendijk - Hank - Raamsdonksveer - Oosterhout - Oosteind - Dongen (schoolbus)

## Bekende mensen uit Raamsdonksveer
- Gert Oost, organist
- Cor Kieboom, oud-voorzitter van Feyenoord, is geboren in Raamsdonksveer
- WC Experience, een "Rock 'n Lol" band, zingt in Raamsdonksveers dialect
- Ton Brouwer, voormalig recordhouder Kanaalzwemmen. Zwom in 1979 van Dover naar Calais  in 8 uur 44 min. Woont sinds 1992 in Raamsdonksveer.
- Gebroeders Ko, een feestduo
- Rob van Daal, vertolker van het Nederlandse lied, geboren in Raamsdonksveer
- Stephen van Haestregt, ex-drummer van de band Within Temptation.
- Marinus Adrianus Simonis, burgemeester van Leidschendam, Piershil, Goudswaard en Nieuw-Beijerland namens de NSB
- Joris Debeij, met Emmy's bekroonde filmmaker, tegenwoordig woonachtig in Los Angeles
- Björn Koreman, langeafstandsloper
- Theo Heere, burgemeester